# Campeonato Paulista 1983
In 1983 werd het 82ste Campeonato Paulista gespeeld voor voetbalclubs uit de Braziliaanse staat São Paulo. De competitie werd georganiseerd door de FPF en werd gespeeld van 15 mei tot 14 december. Corinthians werd kampioen. 

## Eerste toernooi
De twintig clubs speelden heen en terug tegen elkaar, maar werden wel in aparte groepen verdeeld in de stand. De laatste van alle groepen degradeerde. 

### Groep A
| Plaats | Club        | Wed. | W  | G  | V  | Saldo | Ptn. |
| ------ | ----------- | ---- | -- | -- | -- | ----- | ---- |
| 1.     | Santos      | 38   | 17 | 14 | 7  | 54:34 | 48   |
| 2.     | Ponte Preta | 38   | 13 | 12 | 13 | 41:38 | 38   |
| 3.     | Marília     | 38   | 9  | 17 | 12 | 32:39 | 35   |
| 4.     | Juventus    | 38   | 9  | 16 | 13 | 34:43 | 34   |
| 5.     | São José    | 38   | 7  | 16 | 15 | 25:38 | 30   |

|  | Geplaatst voor het tweede toernooi |
|  | Degradatie                         |

### Groep B
| Plaats | Club         | Wed. | W  | G  | V  | Saldo | Ptn. |
| ------ | ------------ | ---- | -- | -- | -- | ----- | ---- |
| 1.     | Corinthians  | 38   | 19 | 12 | 7  | 55:35 | 50   |
| 2.     | São Bento    | 38   | 10 | 17 | 11 | 23:29 | 37   |
| 3.     | Taquaritinga | 38   | 11 | 12 | 15 | 31:42 | 34   |
| 3.     | Botafogo     | 38   | 9  | 16 | 13 | 35:41 | 34   |
| 5.     | Ferroviária  | 38   | 9  | 14 | 15 | 35:41 | 32   |

|  | Geplaatst voor het tweede toernooi |

### Groep C
| Plaats | Club             | Wed. | W  | G  | V  | Saldo | Ptn. |
| ------ | ---------------- | ---- | -- | -- | -- | ----- | ---- |
| 1.     | São Paulo        | 38   | 19 | 14 | 5  | 56:30 | 52   |
| 2.     | Portuguesa       | 38   | 16 | 12 | 10 | 38:24 | 44   |
| 3.     | Inter de Limeira | 38   | 9  | 16 | 13 | 34:40 | 34   |
| 4.     | XV de Jaú        | 38   | 10 | 11 | 17 | 22:46 | 31   |
| 4.     | Taubaté          | 38   | 9  | 13 | 16 | 28:37 | 31   |

|  | Geplaatst voor het tweede toernooi |

### Groep D
| Plaats | Club        | Wed. | W  | G  | V  | Saldo | Ptn. |
| ------ | ----------- | ---- | -- | -- | -- | ----- | ---- |
| 1.     | Santo André | 38   | 15 | 17 | 6  | 30:20 | 47   |
| 2.     | Palmeiras   | 38   | 12 | 21 | 5  | 44:28 | 45   |
| 3.     | América     | 38   | 11 | 15 | 12 | 29:37 | 37   |
| 4.     | Comercial   | 38   | 10 | 15 | 13 | 29:31 | 35   |
| 5.     | Guarani     | 38   | 10 | 12 | 16 | 41:43 | 32   |

|  | Geplaatst voor het tweede toernooi |

## Tweede toernooi

### Groep E
| Plaats | Club        | Wed. | W | G | V | Saldo | Ptn. |
| ------ | ----------- | ---- | - | - | - | ----- | ---- |
| 1.     | Corinthians | 6    | 3 | 3 | 0 | 9:2   | 9    |
| 1.     | Santos      | 6    | 3 | 3 | 0 | 8:3   | 9    |
| 3.     | Ponte Preta | 6    | 1 | 1 | 4 | 6:11  | 3    |
| 3.     | São Bento   | 6    | 1 | 1 | 4 | 3:10  | 3    |

|  | Geplaatst voor knockout-fase |

### Groep F
| Plaats | Club        | Wed. | W | G | V | Saldo | Ptn. |
| ------ | ----------- | ---- | - | - | - | ----- | ---- |
| 1.     | São Paulo   | 6    | 4 | 2 | 0 | 10:5  | 10   |
| 2.     | Palmeiras   | 6    | 2 | 3 | 1 | 8:5   | 7    |
| 3.     | Portuguesa  | 6    | 2 | 2 | 2 | 7:10  | 6    |
| 3.     | Santo André | 6    | 0 | 1 | 5 | 2:7   | 1    |

|  | Geplaatst voor het knockout-fase |

## Knockout-fase
|  | Halve finale | Halve finale | Halve finale |   |           | Finale | Finale | Finale |
|  |              |              |              |   |           |        |        |        |
|  | São Paulo    | 2            | 1            |   |           |        |        |        |
|  | Santos       | 1            | 1            |   |           |        |        |        |
|  | Santos       | 1            | 1            |   | São Paulo | 0      | 1      |        |
|  |              |              |              |   | São Paulo | 0      | 1      |        |
|  |              | Corinthians  | 1            | 1 |           |        |        |        |
|  | Palmeiras    | Corinthians  | 1            | 1 | 1         | 0      |        |        |
|  | Palmeiras    |              |              |   | 1         | 0      |        |        |
|  | Corinthians  | 1            | 1            |   |           |        |        |        |

Details finale
|                  |           |              |             |                                                    |
| 11 december Heen | São Paulo | 0 – 1        | Corinthians | Estádio do Morumbi, São Paulo Toeschouwers: 79.864 |
| 11 december Heen |           | 33' Sócrates |             | Estádio do Morumbi, São Paulo Toeschouwers: 79.864 |

|                   |              |       |            |                                                    |
| 14 december Terug | Corinthians  | 1 – 1 | São Paulo  | Estádio do Morumbi, São Paulo Toeschouwers: 88.085 |
| 14 december Terug | Sócrates 46' |       | 48' Marcão | Estádio do Morumbi, São Paulo Toeschouwers: 88.085 |

## Kampioen
| Campeonato Paulista de 1983      |
| São Paulo                        |
| -------------------------------- |
| CORINTHIANS Kampioen (19° titel) |